# Kloster des Heiligen Matthäus des Töpfers

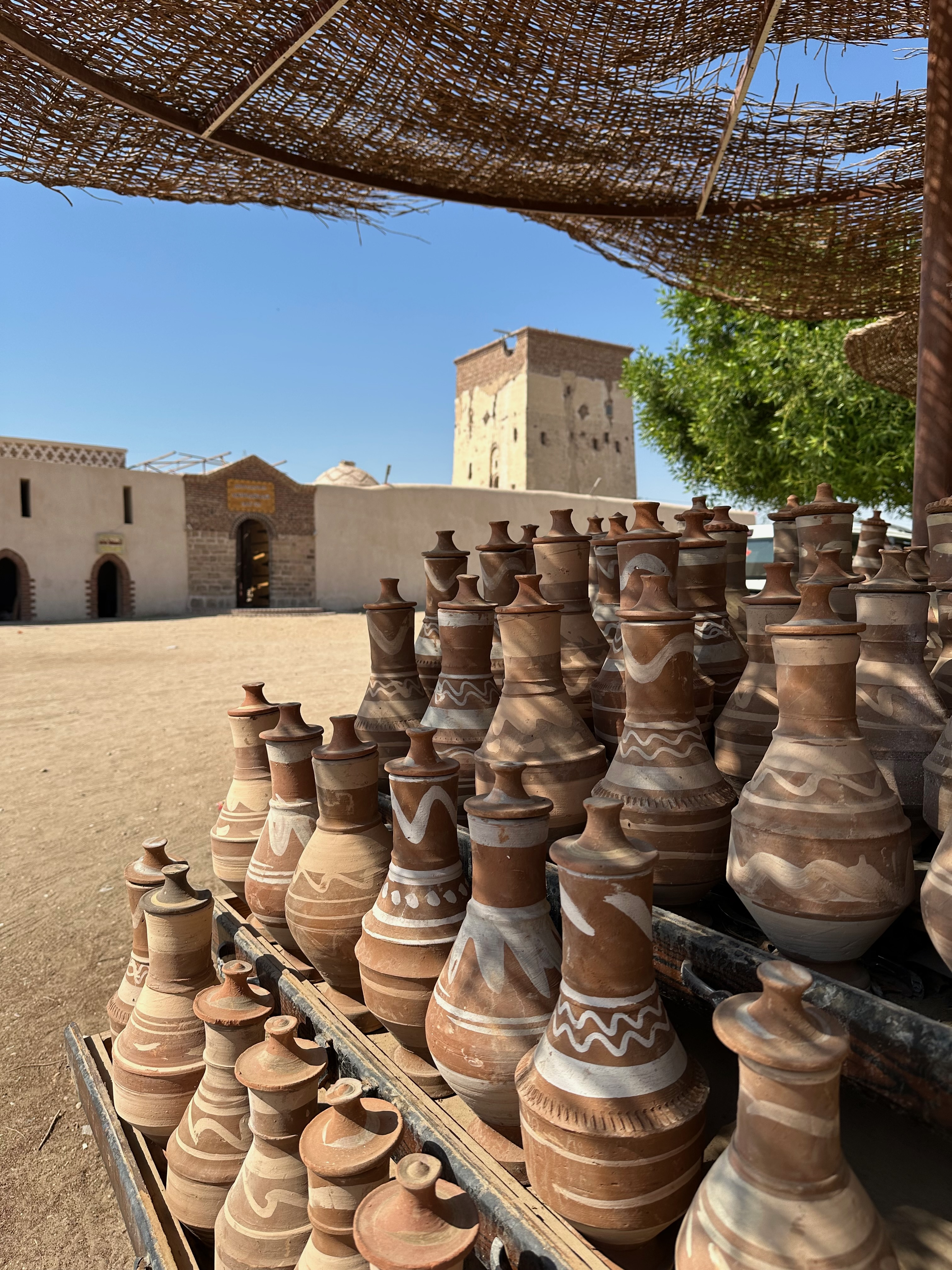
Kloster des Heiligen Matthäus des Töpfers und Töpferei (2024)

Das Kloster des Heiligen Matthäus des Töpfers, auch bekannt als „Kloster des Heiligen Matthäus des Armen“ (arabisch: Deir al-Fakhuri), ist ein koptisch-orthodoxes Kloster in Oberägypten. Es wurde von dem gleichnamigen koptischen Mönch gegründet.

## Standort
Das Kloster befindet sich im Bezirk Luxor nahe der Stadt Naq 'al-Zinaiqa, etwa sieben Kilometer nordwestlich des Dorfes Asfun al-Matana in der Nähe von Esna, es wurde am Rande der Wüste erbaut.

## Geschichte
Das Kloster wurde von einem koptischen Mönch gegründet, der heute als „Heiliger Matthäus der Töpfer“ oder „Heiliger Matthäus der Arme“ bezeichnet wird und im 8. Jahrhundert lebte. Bei einem der zahlreichen Raubzüge arabischer Beduinen wurde es im 10. Jahrhundert zerstört. Es wurde zwar wieder aufgebaut, jedoch nur kurze Zeit genutzt. Viele Jahrhunderte lang blieb es unbewohnt. 
Im Jahr 1975 wurde es wieder hergestellt und seither durch koptisch-orthodoxe Mönche als Kloster genutzt. Ausgrabungen französischer Archäologen zwischen dem Kloster des „Heiligen Matthäus des Töpfers“ und dem nahe gelegenen „Kloster der Märtyrer“ haben viel zur Erforschung der Geschichte des koptischen Mönchtums in dieser Region beigetragen.